# Neutropen feber
Neutropen feber är feber vid brist på en typ av vita blodkroppar (så kallade neutrofila granulocyter). Det kan vara ett livshotande infektionstillstånd eftersom immunförsvaret då är satt ur spel. Cancerpatienter får ofta brist på vita blodkroppar, speciellt efter behandling med cellhämmande läkemedel.

## Orsaker
Risken för allvarlig infektion ökar om antalet neutrofila granulocyter i blodet är  mindre än 0,5 x 10⁹/l. Högst risk för infektion har personer med akut leukemi och de som genomgått stamcellstransplantation. 
De flesta infektionerna orsakas av mikroorganismer från den egna munhålan eller tarmen, även om infektioner utifrån också förekommer.

## Behandling
Neutropen feber har olika svårighetsgrader. Personer med låg till måttlig risk för allvarliga infektioner kan behandlas med tabletter, kapslar eller antibiotika i flytande form.  Därigenom är det möjligt för vissa personer att behandlas i hemmet i stället för på sjukhus.
Vid hög risk för allvarlig infektion bör behandlingen ske på sjukhus, med antibiotika i dropp eller som spruta.